# Société de construction des Batignolles
La Société de construction des Batignolles (SCB) era una società francese di costruzioni ferroviarie e di lavori pubblici a carattere internazionale. Tra la fine del XIX e il XX secolo fu una delle maggiori imprese mondiali del settore.

## Storia

Ernest Goüin, fondatore della SCB

La società nacque nel 1871 come società anonima subentrando alla società in accomandita semplice "Ernest Goüin et Cie" fondata da Ernest Goüin nel 1846. 
Costruì locomotive a vapore per la Compagnie des chemins de fer de l’Ouest e per molte reti in costruzione.
Nel 1875 la SCB iniziò la sua attività in Algeria con la ferrovia Bône-Guelma e in seguito anche in Tunisia. Nel 1885 per il primo tentativo di costruzione di un tunnel sotto la Manica la SCB costruì le perforatrici "Beaumont".
Nel 1917 Gaston Goüin fondò la filiale Compagnie générale de construction de locomotives (Batignolles-Châtillon). Tra 1919 e 1939 la società ebbe la sua massima espansione in Europa centrale, nei Balcani e nelle colonie francesi nel mondo.
Nel 1928 focalizzò la sua attività nel settore delle costruzioni di infrastrutture ferroviarie e dei lavori pubblici chiudendo gli stabilimenti di avenue de Clichy a Batignolles. La costruzione di locomotive a vapore proseguì nella filiale Batignolles-Châtillon di Nantes che continuò l'attività fino agli anni cinquanta producendo locomotive elettriche e Diesel.
Prima della guerra partecipò alla costruzione della Linea Maginot. Durante la seconda guerra mondiale la SCB fu obbligata a lavorare sul suolo nazionale e al servizio degli interessi dell'occupante tedesco, mentre prima il 75% delle sue attività era all'estero; fu una delle aziende che parteciparono alla costruzione del Vallo Atlantico.
Tra 1944 e 1946 la società attraversò un complicato periodo di transizione.
Dal 1947 la SCB intraprese l'attività di costruzione di porti, dighe e sbarramenti fluviali. L'anno dopo (1948) il titolo SCB venne quotato alla Borsa di Parigi. Il dopoguerra permise alla società di intraprendere lavori in varie parti del mondo tuttavia questa, pur essendo grande come estensione fu incapace di adeguarsi alle nuove sfide economiche; l'indebitamento con i gruppi bancari raggiunse quote elevate. Nel 1968, infine, la Société de construction des Batignolles si fuse con la Société parisienne pour l'industrie électrique (SPIE) dando luogo al gruppo di costruzioni francese di Spie Batignolles.

## Filiali

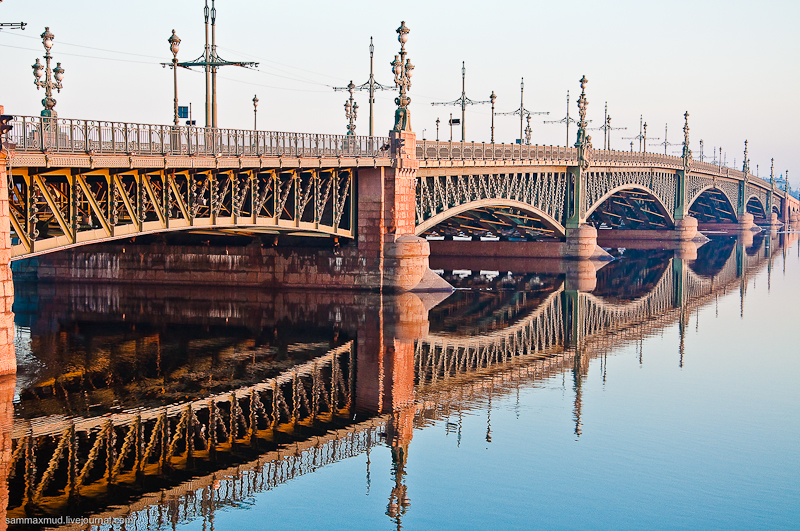
Ponte della Trinità, a San Pietroburgo, costruito tra 1897 e 1903

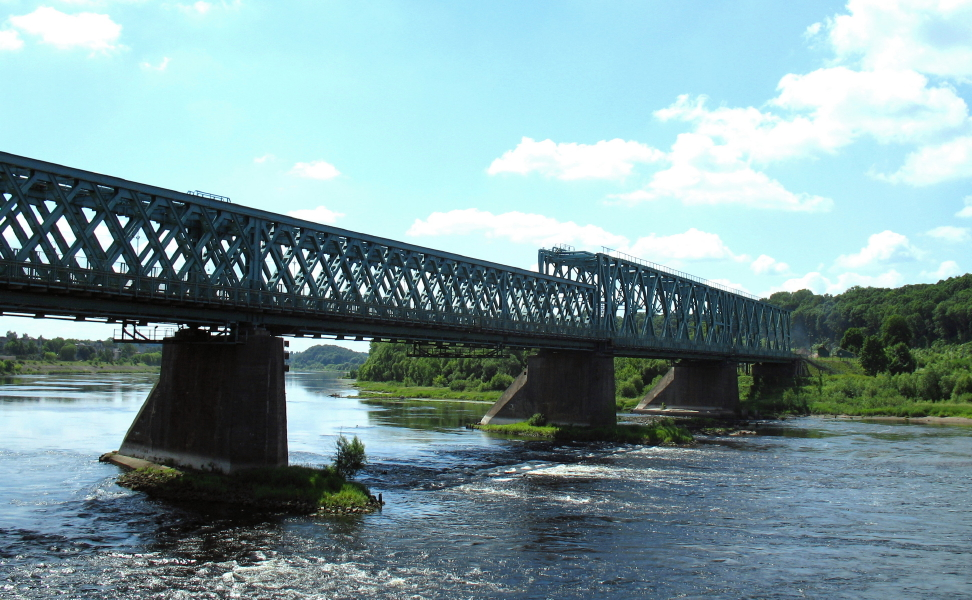
Viadotto in ferro di Kaunas, in Lituania

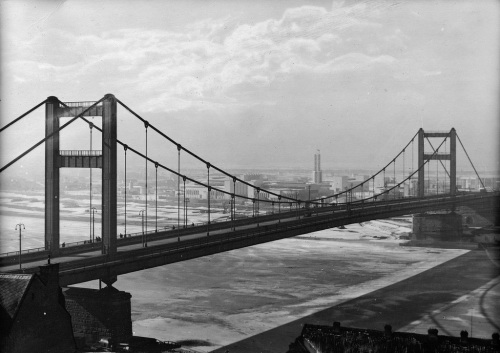
Ponte sospeso Alessandro I a Belgrado; distrutto dai nazisti nel 1941

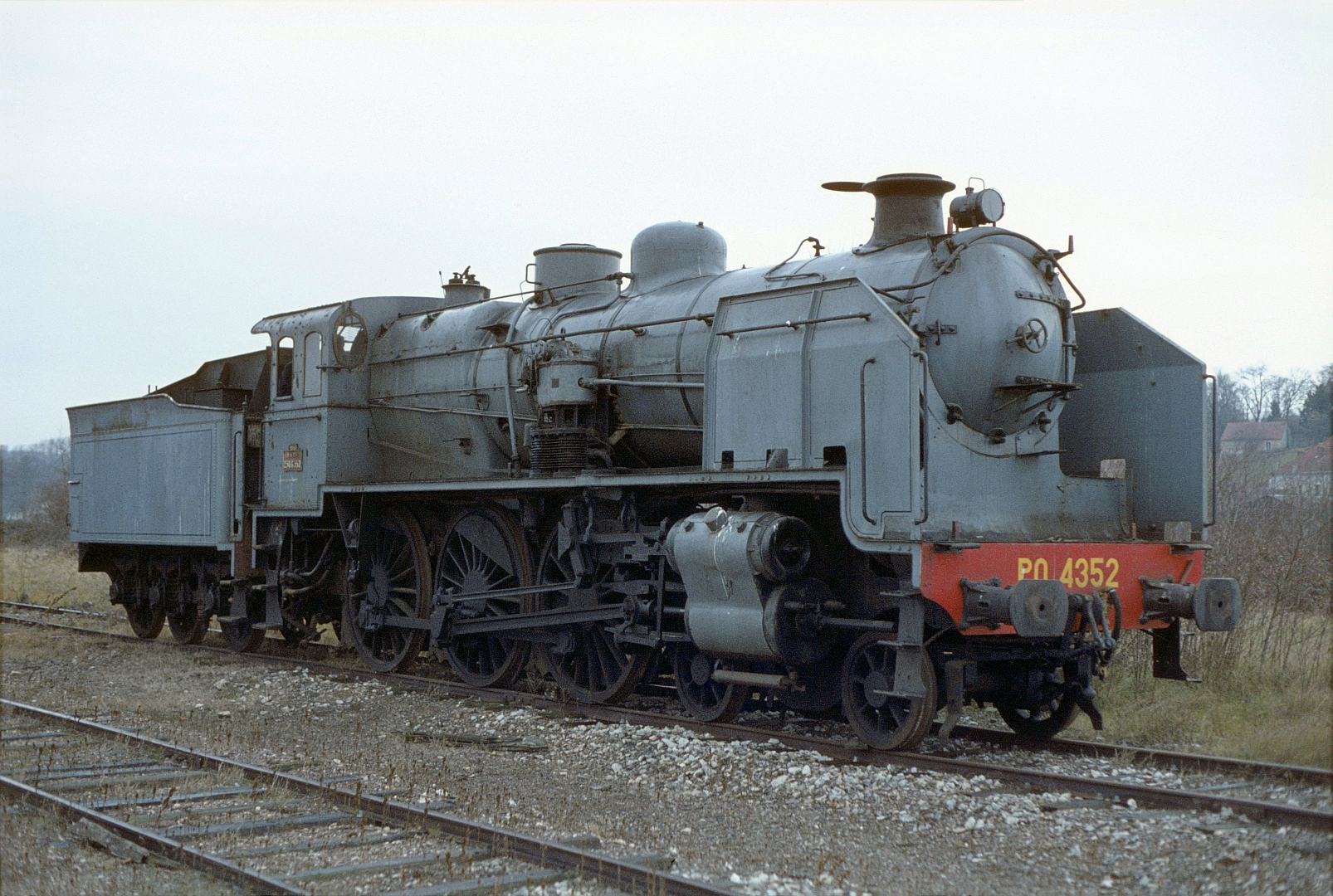
Locomotiva 230 costruita da Batignoles per la Compagnie du chemin de fer de Paris à Orléans

- Compagnie générale de construction de locomotives (Batignolles-Châtillon)
- Compagnie des chemins de fer Bône-Guelma et Prolongement[7]
- Compagnie fermière des chemins de fer tunisiens
- Compagnie du chemin de fer de Dakar à Saint-Louis
- Compagnie du Chemin de Fer Moudania Brousse
- Compagnie des chemins de fer régionaux des Bouches-du-Rhône
- Compagnie des Tramways des Vosges
- Compagnie française des chemins de fer de l'Indochine et du Yunnan
- Société d'exploitation des chemins de fer en Corrèze
- Compagnie Suisse du chemin de fer de la Furka
- Société de travaux Batignolles Savoie (SOTRABAS)
- Société des chemins de fer helléniques
- Société de construction des Chemins de fer Indochinois
- Société pour l'entretien mécanique des voies ferrées
- Compagnie française pour l'équipement industriel
- Société de Construction du Port de Pernambuco
- Société d'Études des Chemins de Fer en Chine
- Société d'Étude des Travaux Publics au Maroc
- Compagnie des chemins de fer de la Limagne
- Société française d'entreprises au Brésil
- Société des travaux pour l'Étranger
- Société nouvelle de machines-outils
- Société du canal de Pierrelatte

## Partecipazioni azionarie della SCB
- Compagnie générale de constructions navales (la SCB detiene 1/7 del capitale)
- Société d'exploitation des procédés de forage Beneto (uno dei maggiori azionisti)
- Société d'exploitation minière équatoriale (cofondazione)
- Compagnie générale française pour le commerce et l'industrie (azionista principale)
- Société française de roulements à billes NKA
- Société immobilière de Saint-Joseph-de-Portric (azionista principale)
- Société française des torpilles de Saint-Tropez
- Société Strada (azionista al 50 %)

## Lista dei Presidenti
- 1871-1885: Ernest Goüin
- 1885-1908: Jules Goüin
- 1908-1921: Gaston Goüin
- 1921-1922: Édouard-Ernest Goüin
- 1922-1926: Jean Roland-Gosselin
- 1926-1928: Étienne Thouzellier
- 1928-1931: Maurice Devies
- 1931-1956: Ernest-Georges Goüin (interim successivamente con Henry Goüin, Jules Aubrun e Charles Candelier nel 1945)
- 1956-1966: Jean Aubert
- 1966-1968: René Berthon (fusione in Spie Batignolles nel 1968); resta al comando fino al 1982)

## Alcuni tra i grandi lavori
- Ferrovia Pitești - Craiova in Romania
- Ponte Margit híd sul Danubio a Budapest
- Ferrovie in concessione in Algeria (435 km)
- Ferrovie in concessione in Tunisia (1149 km)
- Ferrovia Dakar-Saint-Louis du Sénégal
- Ferrovia Beirut-Damasco (Libano, Siria)
- Sifone del Ponte de l'Alma a Parigi
- Estensione del canale di Pierrelatte e della sua rete
- Porto di Tunisi a La Goletta
- Porto di Bizerte in Tunisia
- Porto di Bourgas sul Mar Nero in Bulgaria
- Ponte della Trinità (Pont Troïtsky) sulla Neva a San Pietroburgo
- Ponte sulla Neva a San Pietroburgo
- Viadotto di Viaur
- Ferrovie delle Chemins de fer de l'Indochine et du Yunnan (465 km)
- Viadotto di Faux-Namti
- Partecipazione alla costruzione del Canale di Suez
- Porto di Pernambuco, in Brasile
- Ampliamento del porto del Pireo (compartecipazione con Schneider Electric)
- Ferrovia Pointe-Noire-Brazzaville (172 km)
- Porto di Gdynia in Polonia (compartecipazione con Schneider)
- Ricostruzione della diga di Suresnes
- Ponte sulla Sava a Belgrado
- Diga di Sansading sul Niger, in Mali
- Porto di Douala, in Camerun
- Sbarramento di Idfina sul delta del Nilo
- Ponte Alessandro I a Belgrado, ponte sospeso sulla Sava (467 m)
- Porto di Tamatave, in Madagascar
- Porto di Gibuti
- Costruzione del terzo lotto del Grand canal d'Alsace
- Canale di Vogelgrun
- Ampliamento del porto di Casablanca
- Aeroporto internazionale di Damasco
- Viadotto d'Ormaiztegi, in Spagna
- Ponte sul Wouri, in Camerun

## Locomotive a vapore prodotte
- 0-3-0T Ouest 3531-3602